# Alexander Sobieski

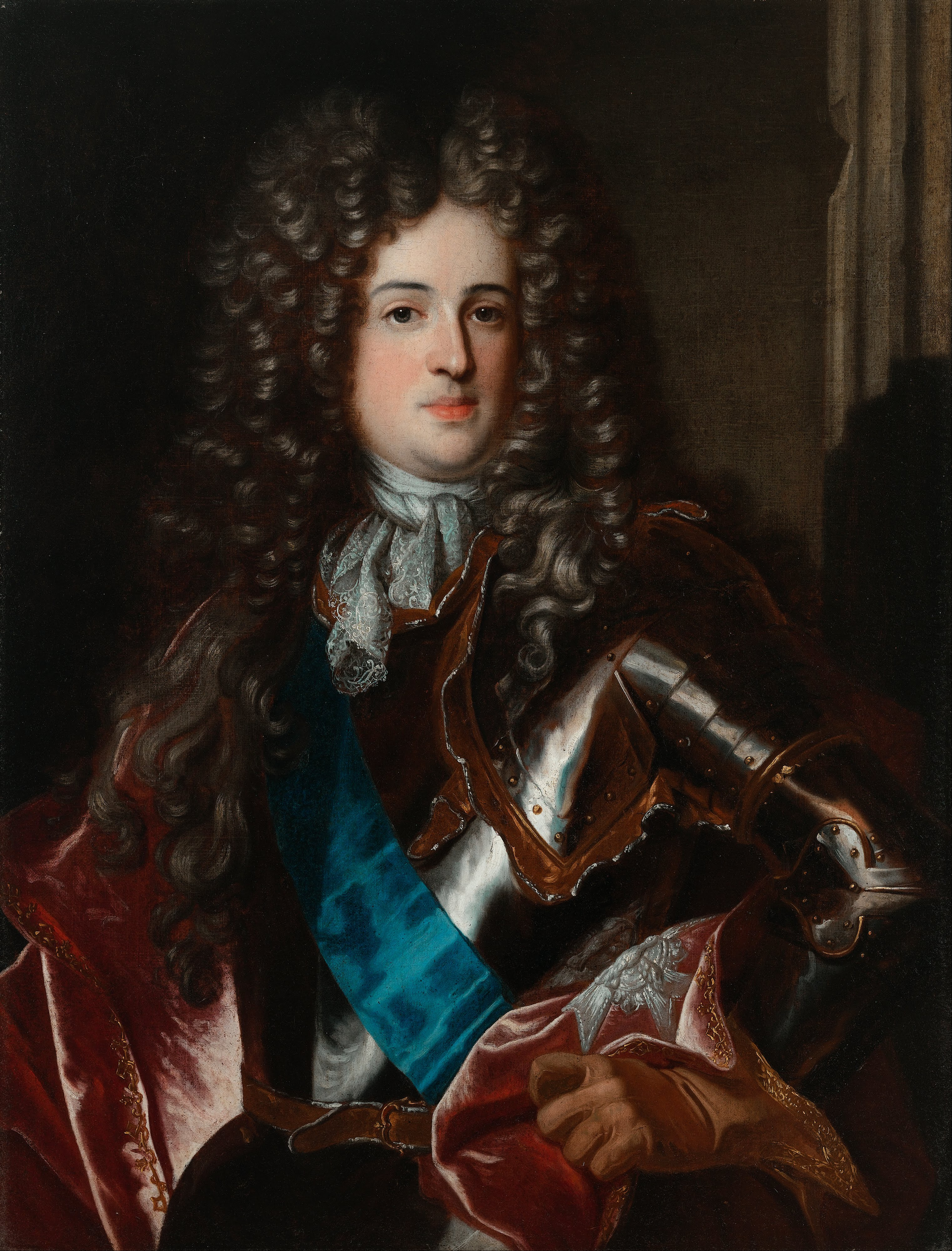
Alexander Sobieski.
Målning av Hyacinthe Rigaud.

Alexander Sobieski (fullständigt polskt namn Aleksander Benedykt Stanisław Sobieski), född den 9 september 1677 i Gdańsk, död den 16 november 1714 i Rom, var en polsk prins.
Alexander Sobieski var son till den polske kungen Johan III Sobieski och dennes drottning Marie Casimire Louise de la Grange d'Arquien (polska: Maria Kazimiera d'Arquien). Han satt under en period i sachsisk fångenskap men frisläpptes till följd av freden i Altranstädt 1706.
Prins Alexander vistades senare delen av sitt liv i Rom där han bland annat understödde den tjeckiske konstnären Jan Kupecký. Alexander har fått sitt sista vilorum i kyrkan Santa Maria della Concezione dei Cappuccini.